# Tipula fuegiensis
Tipula fuegiensis är en tvåvingeart som beskrevs av Alexander 1920. Tipula fuegiensis ingår i släktet Tipula och familjen storharkrankar. Inga underarter finns listade i Catalogue of Life.